# St. Anna (Kirchhaslach)

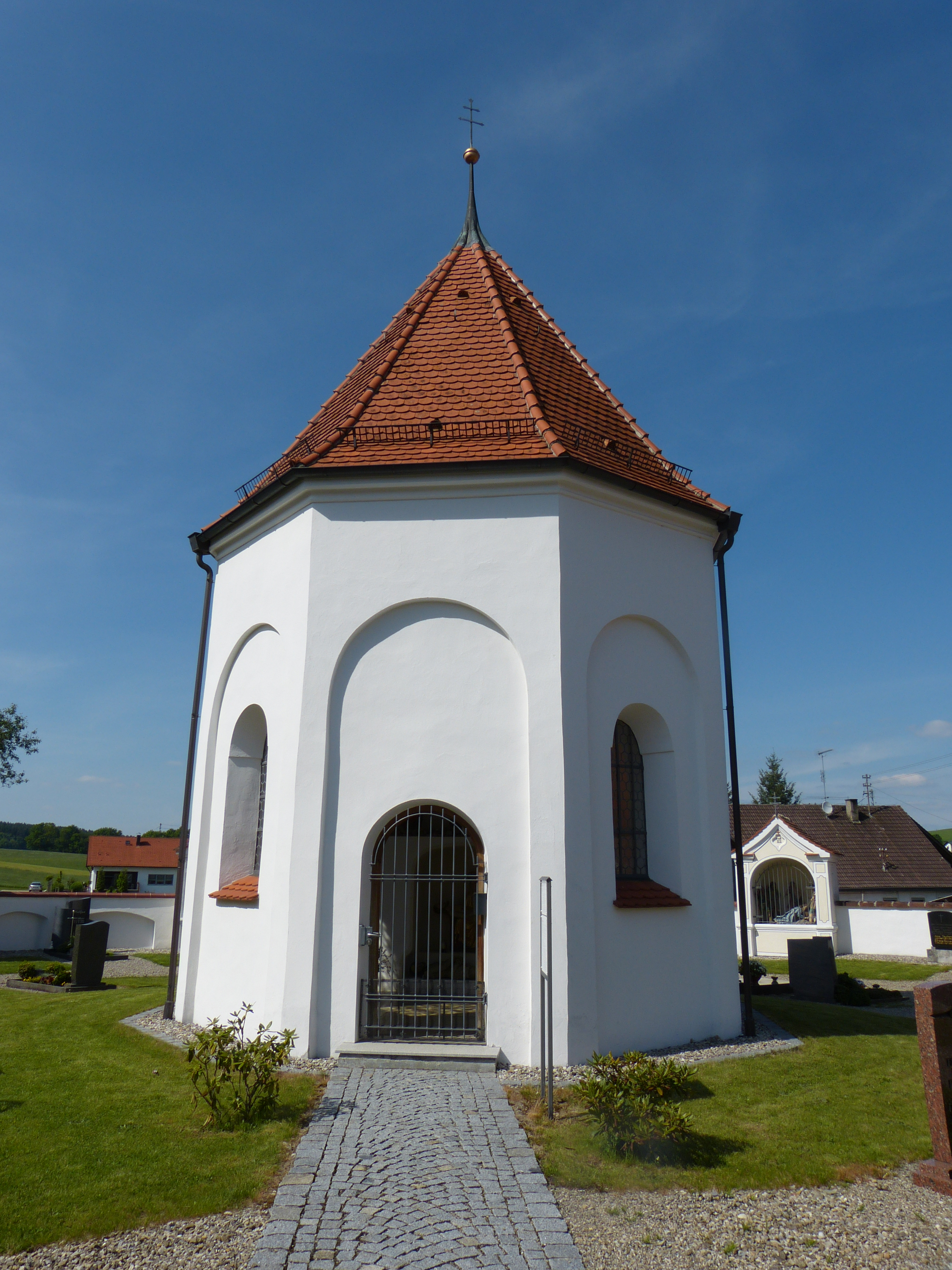
St. Anna, Kirchhaslach

Die römisch-katholische Kapelle St. Anna befindet sich inmitten eines Friedhofes in Kirchhaslach, im Landkreis Unterallgäu, Bayern. Das denkmalgeschützte Gebäude wurde im 16. Jahrhundert errichtet und ist von einem Kreuzweg, bestehend aus elf Kapellen, umgeben.

## Baubeschreibung
Die Kapelle besteht aus einem achteckigen Zentralbau mit einem achtstrahligen Sterngewölbe im Inneren. Der Schlussstein des Sterngewölbes besitzt die Form einer polygonalen Scheibe mit konkaven Seiten. Auf der Südseite führt eine Rundbogentür in die Kapelle. Beidseitig des Eingangs sind weitere rundbogige Fenster vorhanden. Innen ist im nördlichen Bereich eine Quermauer bis auf die halbe Höhe der Kapelle eingezogen. In der Mitte dieser Quermauer befindet sich eine korbbogige Nische, die von jeweils einer rundbogigen Nische auf jeder Seite flankiert wird. Die Außenfassade ist an den Ecken mit Lisenen gegliedert. Gedeckt ist die Kapelle mit einem achtseitigen Zeltdach.

## Innenausstattung

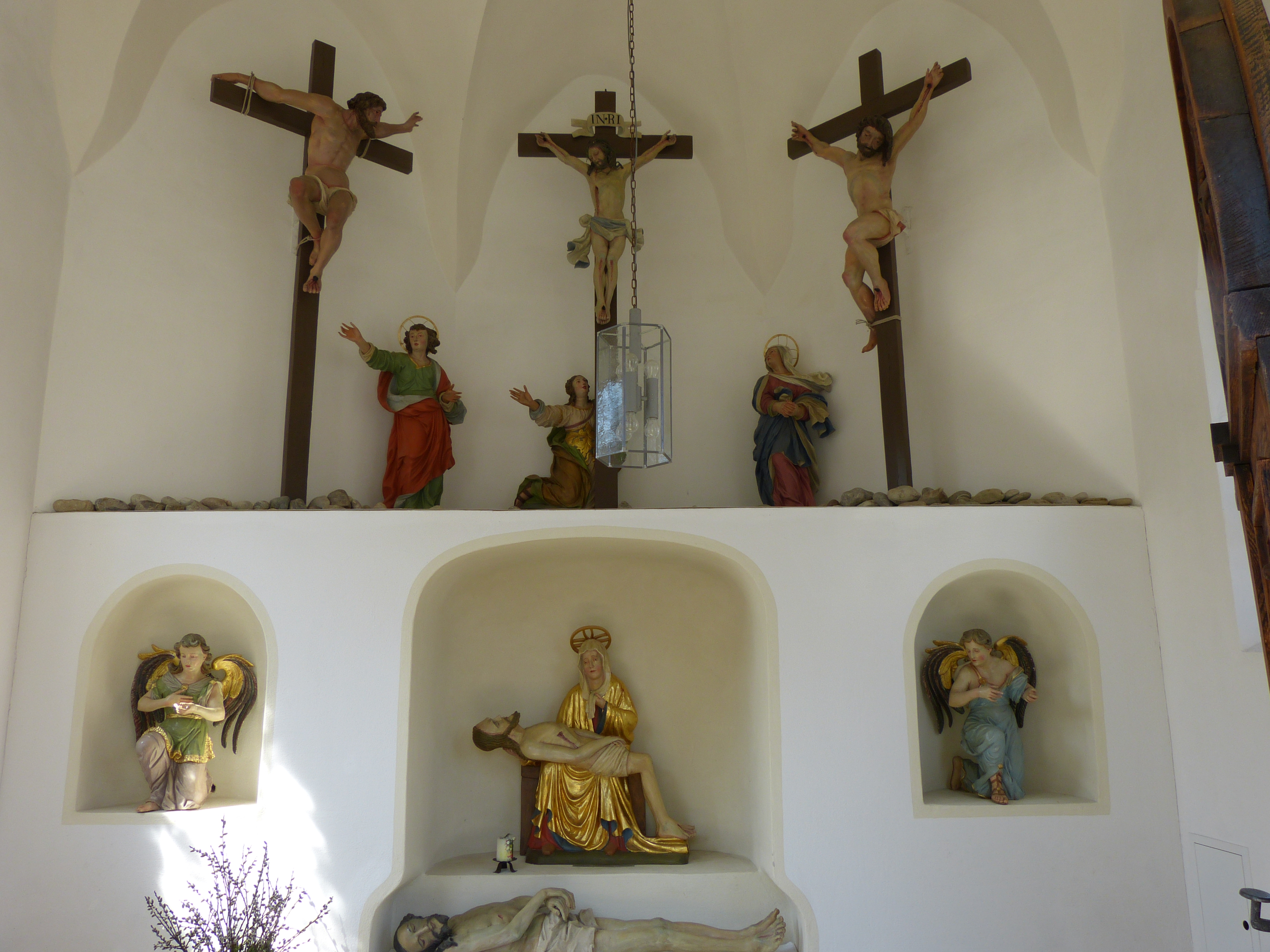
Innenansicht mit Kalvariengruppe

Das Innere der Kapelle wird durch eine Kalvarienberggruppe bestimmt, die um das Jahr 1680 geschaffen wurde. Auf der Quermauer sind drei Kruzifixe aufgestellt, in der Mitte Jesus Christus, daneben die beiden Schächer. Unterhalb der drei Kreuze sind Figuren des Evangelisten Johannes, der Maria Magdalena sowie der Maria aufgestellt. In der Mittelnische der Quermauer ist eine Pietà von 1430 aufgestellt. Der Leichnam Jesu in der Flachnische darunter stammt wie die Kalvariengruppe von circa 1680. In den beiden seitlichen Nischen befinden sich kniende Engel. Von diesen stammt einer aus dem 19. Jahrhundert, der andere aus der Zeit um 1680. Die ungefasste Kirchenbank mit ihren schmalen, geschwungenen Wangen stammt aus dem 17. oder 18. Jahrhundert.